# Bruna Linzmeyer
Bruna Linzmeyer (Corupá, 11 de novembro de 1992), é uma atriz brasileira, reconhecida pelo seu ativismo nos movimentos feminista e LGBTQIA+.
Suas interpretações mais emblemáticas são Linda, personagem autista na novela Amor à Vida, Professora Juliana em Meu Pedacinho de Chão, Luna em O Filme da Minha Vida e Amsterdã, personagem viciada em heroína no longa-metragem A Frente Fria Que a Chuva Traz e a jovem Madeleine no remake de Pantanal.

## Carreira
Aos 15 anos, foi uma das finalistas do concurso de beleza tradicional do Sul do país, o "Garota Verão", do Grupo RBS, afiliada da TV Globo em Santa Catarina. Assim, tomou coragem, e aos 16 anos saiu de sua cidade natal e foi viver em São Paulo, onde morou por um ano para investir na carreira de modelo e estudar teatro.
Ingressou no curso de teatro do Centro de Formação do Ator Globe-SP Company. Lá, fez curso de direção artística com diretor Ulysses Cruz e foi quando começou a gostar de teatro. Sonhava em montar uma peça com os amigos. Pretendia mudar-se para o México, onde iria estudar e trabalhar. Na "cidade grande" dividiu apartamento com muitas outras modelos, trabalhou de graça e viu suas economias acabarem. Então, pediu ao seu booker para tentar o teste na TV Globo. E deu certo, em dois meses, em 2010, já estava no Rio de Janeiro, gravando a minissérie Afinal, O Que Querem As Mulheres?, de Luiz Fernando Carvalho, onde viveu a personagem russa Tatiana Dovichenko. Após ser aprovada, abdicou do curso de teatro e se viu obrigada a cancelar a ida para o México.
Pouco depois de começar a gravar, recebe um convite para novo teste, desta vez, para a novela Insensato Coração, de Gilberto Braga e Ricardo Linhares, onde foi novamente aprovada, para interpretar a personagem Leila Machado, uma jovem apaixonada e com pensamentos modernos. Ao ingressar na trama, muda-se para o Rio de Janeiro, onde vive até hoje. No mesmo ano, em 2011, estreia no teatro na peça-perfomance Seewatchlook, de Michel Melamed, no High Line Park, em Nova Iorque. O projeto foi capa do caderno de cultura do The New York Times em outubro daquele ano.  Mais tarde, é produzido como documentário e série de TV.
Em 2012, Bruna participa da série As Brasileiras protagonizando o episódio "A Vidente de Diamantina" e, no mesmo ano, interpretou a dançarina Anabela na telenovela Gabriela e atua na sua segunda peça Adeus à Carne ou Go To Brazil. Nesse mesmo ano, faz a performance-filme em três telas intitulada “Autorretrato”, de Anna Costa e Silva, onde a artista convida atrizes para interpretarem ela mesma. Em 2013, ganha destaque ao interpretar a personagem autista Linda em Amor à Vida. Sua atuação rendeu indicação ao prêmio de Melhor Atriz Coadjuvante no Prêmio Contigo de Televisão de 2013.

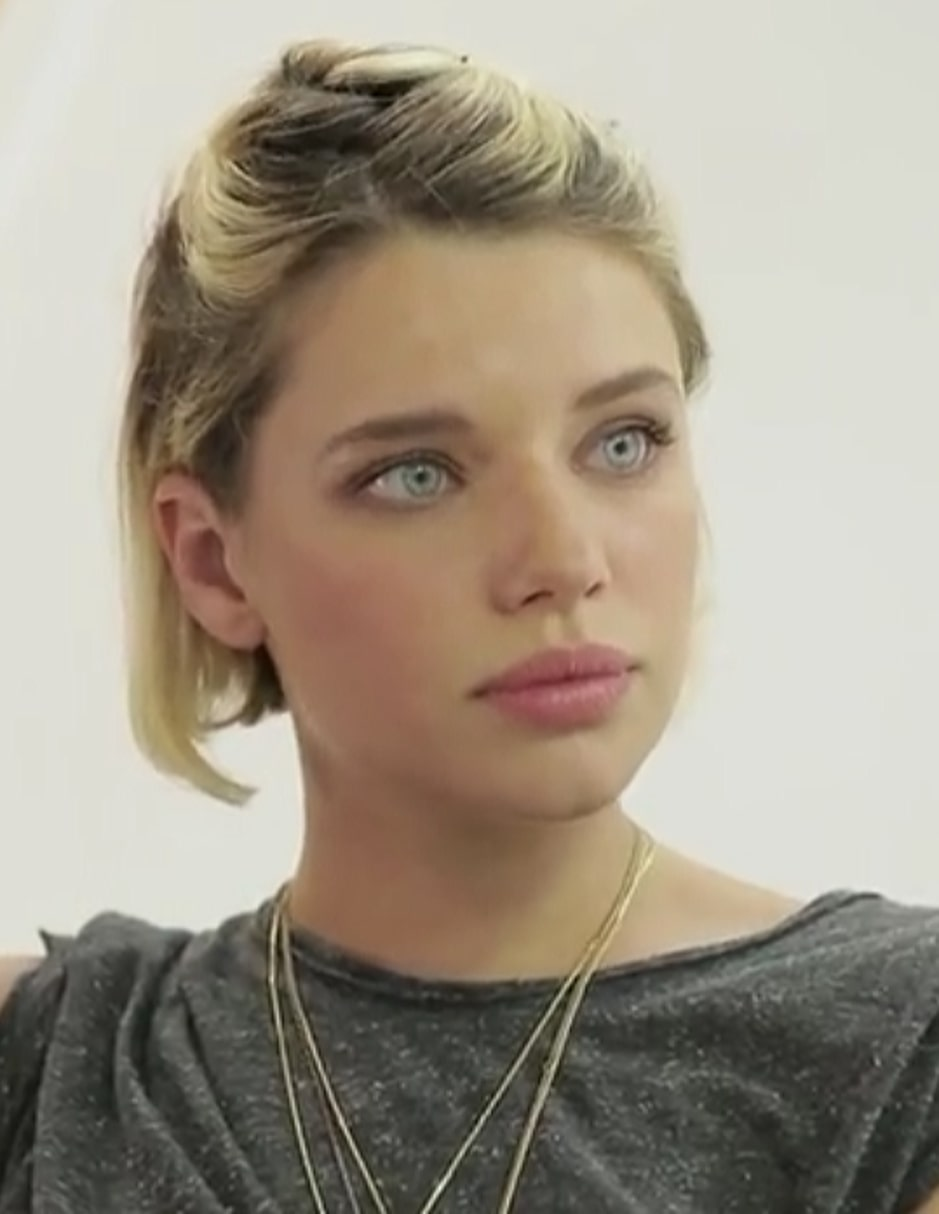
Em 2016, numa entrevista sobre sua carreira no cinema para o programa da Revista do Cinema Brasileiro da TV Brasil.

Ainda em 2013, iniciou a carreira no cinema , como par de Rodrigo Santoro no papel de dois dançarinos no filme Rio, Eu Te Amo. Na sequência rodou outros quatro filmes, sendo eles O Grande Circo Místico, de Cacá Diegues, representado pela atriz no 71o Festival de Cannes em 2018 e lançado no Brasil no mesmo ano; o terror O Amuleto, de Jeferson De, com Maria Fernanda Cândido lançado em 2015; A Frente Fria Que A Chuva Traz, de Neville d’Almeida, no qual emagreceu 10 kg para viver uma garota que se prostitui para manter seu vício em heroína, lançado em 2016; e O Filme da Minha Vida, de Selton Mello, atuando novamente com Johnny Massaro. Este último, levou a atriz a diversos festivais internacionais como o Festival de Cinema de Lima, Festival de Cine di Roma, Festival de Guadalajara e o Festival Internacional Del Nuevo Cinema Latino-americano em Havana.
No ano seguinte, é escalada para protagonizar o remake de Meu Pedacinho de Chão, como a doce e delicada professora Juliana. O papel lhe rendeu indicações aos prêmios F5, da Folha de S.Paulo, e Melhores do Ano, da TV Globo. Em 2015, foi confirmada no elenco de A Regra do Jogo como a rebelde Belisa Stewart onde foi indicada ao prêmio Melhores do Ano. Após a novela, a atriz roda o filme O Banquete em São Paulo de Daniela Thomas  que lhe rendeu uma indicação ao prêmio de melhor atriz coadjuvante no Grande Prêmio do Cinema Brasileiro de 2019.  Em seguida, grava Alice & Só, um Road movie de Daniel Lieff. Em 2016, foi jurada da mostra de longas estrangeiros no 44º Festival de Cinema de Gramado.
Bruna é conhecida pela constante mudança na cor de cabelo por causa de suas personagens.
Em 2017, integra o elenco da novela A Força do Querer de Glória Perez, vivendo Cibele. No intervalo das gravações da novela, Bruna Linzmeyer roda o curta-metragem Doberman, da Clariô Filmes e o longa O Que Resta de Fernanda Teixeira, vivendo Patrícia, uma jovem pansexual. Em 2018, faz uma participação especial como uma policial no último capítulo da novela Pega Pega. Também participa do documentário Neville D'Almeida: Cronista da Beleza e do Caos e da série do GNT, Quebrando o Tabu.  Em seguida, interpreta a elogiada Lourdes Maria na novela O Sétimo Guardião, de Aguinaldo Silva. Paralelamente, grava o curta “Escândalo”, de Yasmin Thayná e Lucilio Jota.

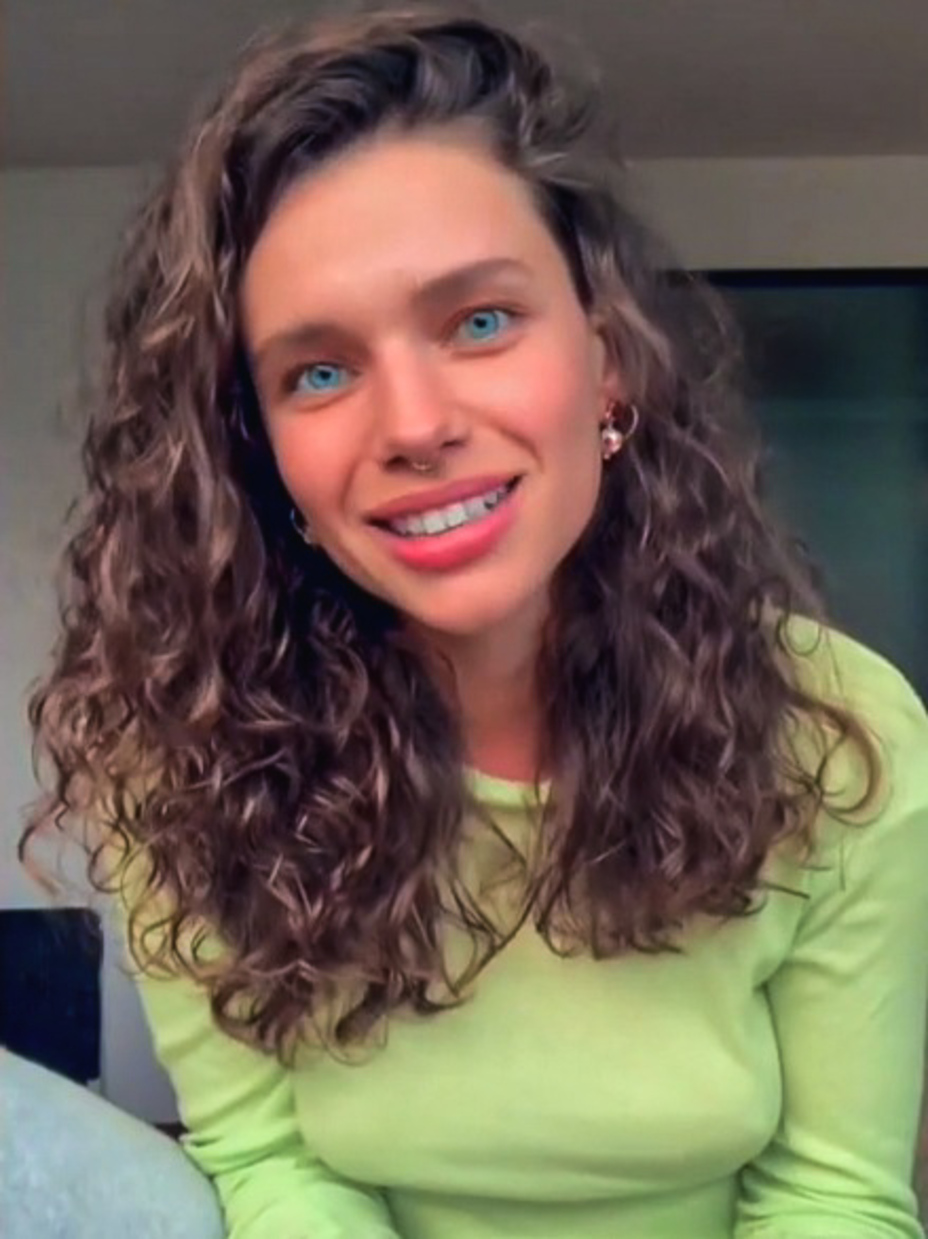
Bruna no Ep.1 "Sobre Visibilidades" da série LGBTQIA+ produzida pela instituição "Redes da Maré" em 2020.

Em 2019, Bruna Linzmeyer estreia o curta Alfazema, de Sabrina Fidalgo, onde interpreta um diabo agênero. O curta integrou o Festival de Cinema Negro Zozimo Bulbul, no Rio de Janeiro, e ganhou os prêmios de direção e som no 52o Festival de Brasília, em 2019. O ano de 2019 também marca a sua participação no longa-metragem Medusa, de Anita Rocha da Silveira, e Uma Paciência Selvagem me Trouxe Até Aqui, de Erica Sarmet, ao lado de Zélia Duncan, este último, um filme sobre vivências lésbicas. Além dos filmes e festivais, nesse mesmo ano Bruna estrela o clipe "Ninguém Perguntou Por Você", de Letrux, ao lado de Camila Pitanga. O clipe narra o sonho lésbico de Letrux, vivenciado por Bruna e Camila. Foi jurada da Mostra “Novos Rumos” do 19o Festival do Rio e da Mostra Competitiva de Longas-Metragens do 52o Festival de Brasilia do Cinema Brasileiro, que premiou pela primeira vez uma atriz trans.
Em 2020, durante a pandemia, escreveu com Marta Supernova o curta-metragem de animação Tomate-Canoa, e ambas atuarão como diretoras.
Em 2021, gravou a primeira fase do remake Pantanal, no papel da Madeleine, uma jovem de família carioca rica, que se apaixona e engravida do fazendeiro José Leôncio, papel de Renato Góes, e por amor vai morar com ele no Pantanal. Em 2022, após gravações da novela, retorna ao MS, para gravar o longa-metragem Cidade Campo, da diretora Juliana Rojas, que traz duas histórias sobre migração entre a cidade e o campo. Em agosto, gravou a série Notícias Populares, do Canal Brasil, interpretando a repórter Rata que traz com humor as manchetes do Notícias Populares. Em 2023: gravou o curta-metragem Se Eu Tô Aqui é Por Mistério, um thriller trans, com direção de Clarissa Ribeiro e roteiro de Érica Sarmet, e também o longa-metragem Baby de Marcelo Caetano. E de novembro até janeiro de 2024, assinou com a HBO Max, para gravar a série Máscaras de Oxigênio (não) Cairão Automaticamente, interpretando Léa, uma comissária de bordo, a série aborda a epidemia de Aids no Brasil nos anos 80, retratando as dificuldades para obter os medicamentos para combater a doença. Em agosto de 2024, gravou o filme de terror Virtuosas de Cíntia Domit Bittar, que explora o universo do movimento coach cristão em um retiro de empoderamento de mulheres virtuosas. Em fevereiro de 2025 gravou o curta-metragem Sandra Roque da cineasta Mayara Santana.

## Vida pessoal

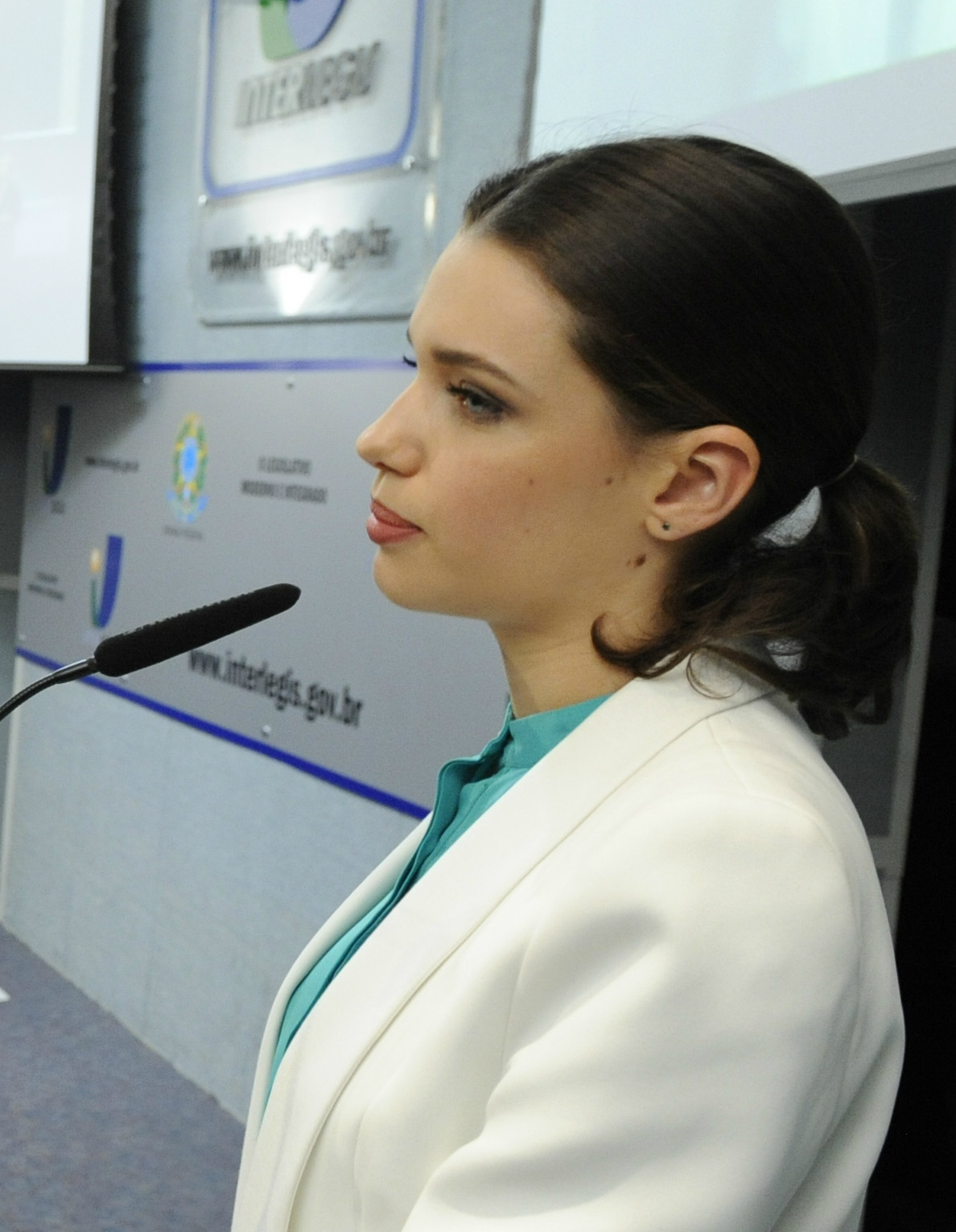
Em 2013, na abertura da 8ª Semana da Valorização da Pessoa com Deficiência.

Bruna é natural de Corupá, um município com cerca de 15 mil habitantes no interior de Santa Catarina. É filha de Gerson, projetista de telecomunicações, e de Rosi, terapeuta de Reiki. Possui um irmão mais velho, Helder. Seus bisavós paternos eram imigrantes alemães que se estabeleceram em Santa Catarina no início do século XX. Quando criança, chamava seus avós paternos de "opa" e "oma", respectivamente "avó" e "avô" em alemão. Linzmeyer também possui ascendência africana, indígena, portuguesa e espanhola.
Durante as gravações de Afinal, o Que Querem as Mulheres?, conheceu o ator Michel Melamed, com quem viveu um relacionamento por cinco anos. Em junho de 2015, anunciam a separação.
Em seguida namora a cineasta Kity Féo por um ano, e em 2016 a atriz assume o relacionamento com a artista plástica e arte-educadora Priscila Fiszman.
O casal foi alvo de ofensas lesbofóbicas nas redes sociais, onde a atriz se manifestou "não leio porque não me interesso por esse ódio. Esse ódio é um sintoma da nossa sociedade, não é sobre mim ou sobre minha namorada". Em meados de 2019, o casal anuncia o fim do namoro em um comunicado nas redes sociais.
Bruna Linzmeyer se descreve como sapatão-queer, muitas vezes se apresentando apenas como lésbica. Foi uma das primeiras atrizes de sua geração a falar abertamente sobre sua sexualidade. Em 2019, recebeu o Prêmio Félix Suzy Capó de Personalidade do Ano, celebrando a representatividade LGBT na televisão, no cinema e nas redes sociais. Em seu discurso, Bruna agradeceu a "todas as mulheres que amou", e também a "todas as lésbicas que fizeram caminho para que estivéssemos aqui".
De 2020 até 2023 namorou a DJ e artista visual Marta Supernova.

## Filmografia

### Televisão
| Ano  | Título                                            | Personagem                   | Nota                                 |
| ---- | ------------------------------------------------- | ---------------------------- | ------------------------------------ |
| 2010 | Afinal, o Que Querem as Mulheres?                 | Tatiana Dovichenko           |                                      |
| 2011 | Insensato Coração                                 | Leila Alencar Machado        |                                      |
| 2012 | As Brasileiras                                    | Clara                        | Episódio: "A Vidente de Diamantina"  |
| 2012 | Gabriela                                          | Anabela Fernandes Prado      |                                      |
| 2013 | Seewatchlook                                      | Várias personagens           |                                      |
| 2013 | Amor à Vida                                       | Linda Melo Rodriguez         |                                      |
| 2014 | Meu Pedacinho de Chão                             | Profª. Juliana Alves Menezes |                                      |
| 2015 | A Regra do Jogo                                   | Belisa Stewart               |                                      |
| 2017 | A Força do Querer                                 | Cibele Sabóia Dantas         |                                      |
| 2018 | Pega Pega                                         | Policial Bruna               | Episódio: "8 de janeiro"             |
| 2018 | Quebrando o Tabu                                  | Ela mesma (depoimento)       | Episódio: "LGBT Fobia"               |
| 2018 | O Sétimo Guardião                                 | Lourdes Maria Leme           |                                      |
| 2022 | Pantanal                                          | Madeleine Novaes (jovem)     | Episódios: "30 de março–12 de abril" |
| 2023 | Notícias Populares                                | Rata                         | Episódio: "Fogo Amigo"               |
| 2025 | Falas de Orgulho                                  | Apresentadora                | Especial do Dia do Orgulho           |
| 2025 | Máscaras de Oxigênio (não) Cairão Automaticamente | Léa                          |                                      |

### Cinema
| Ano  | Título                                                  | Personagem            | Nota           |
| ---- | ------------------------------------------------------- | --------------------- | -------------- |
| 2013 | Rio, Eu Te Amo                                          | Bailarina             |                |
| 2014 | Autorretrato                                            | Anna Costa e Silva    |                |
| 2014 | Seewatchlook - O Que Você Vê Quando Olha O Que Enxerga? | Várias personagens    | Documentário   |
| 2015 | O Amuleto                                               | Diana                 |                |
| 2016 | A Frente Fria que a Chuva Traz                          | Amsterdã              |                |
| 2017 | O Filme da Minha Vida                                   | Luna Madeira          |                |
| 2018 | Neville D'Almeida: Cronista da Beleza e do Caos         | Ela mesma             | Documentário   |
| 2018 | O Banquete                                              | Cat Woman             |                |
| 2018 | O Grande Circo Místico                                  | Beatriz / Agnes       |                |
| 2018 | O Que Resta                                             | Patrícia              |                |
| 2019 | Alfazema                                                | Diabo                 | Curta-metragem |
| 2020 | Alice & Só                                              | Alice                 |                |
| 2020 | Doberman                                                | [ 59 ]                | Curta-metragem |
| 2020 | Escândalo                                               | Amanda                | Curta-metragem |
| 2021 | Uma Paciência Selvagem Me Trouxe Até Aqui               | Rô                    | Curta-metragem |
| 2023 | Medusa                                                  | Melissa Garcia        |                |
| 2024 | Baby                                                    | Jana                  |                |
| 2024 | Cidade, Campo                                           | Mara                  |                |
| 2024 | Se Eu Tô Aqui é Por Mistério                            | Cobra Salacione (voz) | Curta-metragem |
| 2025 | Virtuosas                                               | Virgínia              |                |
| 2025 | Sandra Roque                                            | Samira                | Curta-metragem |

### Internet
| Ano     | Título                     | Personagem             | Nota                                                      |
| ------- | -------------------------- | ---------------------- | --------------------------------------------------------- |
| 2016    | Jantar Secreto             | Anfitriã do jantar     |                                                           |
| 2018    | Caderno Globo: Entre Dados | Narradora              |                                                           |
| 2020–21 | TVLinz Brindr              | Apresentadora          |                                                           |
| 2020    | LGBTQIA+ série             | Ela mesma (depoimento) | Episódio: "Sobre Visibilidades"                           |
| 2020    | MAM na Cidade              | Narradora              | Episódio: "Claudia Andujar" Episódio: "Maureen Bisilliat" |
| 2020    | Lugar de Conversa          | Apresentadora          |                                                           |
| 2021    | Letras de Orgulho          | Ela mesma (depoimento) | Episódio: "26 de junho"                                   |
| 2022    | #MadeleineReality          | Madeleine              |                                                           |

### Videoclipe
| Ano  | Canção                       | Artista      |
| ---- | ---------------------------- | ------------ |
| 2019 | "Ninguém Perguntou Por Você" | Letrux       |
| 2019 | "Tão Sapa Tão"               | Laura Castro |

## Teatro
| Ano  | Título                        | Personagem         |
| ---- | ----------------------------- | ------------------ |
| 2011 | Seewatchlook                  | Várias personagens |
| 2012 | Adeus à Carne ou Go To Brazil | Várias personagens |

## Discografia

### Single
| Ano  | Título          | Gravadora |
| ---- | --------------- | --------- |
| 2015 | Aqui é a Belisa | Som Livre |

## Prêmios e indicações
| Ano  | Associações                                   | Categoria                                       | Trabalho                                  | Resultado |
| ---- | --------------------------------------------- | ----------------------------------------------- | ----------------------------------------- | --------- |
| 2011 | Prêmio Contigo! de TV                         | Revelação da TV                                 | Afinal, o Que Querem as Mulheres?         | Indicada  |
| 2011 | Prêmio Qualidade Brasil                       | Melhor Atriz Coadjuvante de Série ou Minissérie | Afinal, o Que Querem as Mulheres?         | Venceu    |
| 2011 | Prêmio Qualidade Brasil                       | Melhor Atriz Revelação de Telenovela            | Insensato Coração                         | Indicada  |
| 2011 | Prêmio Quem de Televisão                      | Melhor Revelação                                | Insensato Coração                         | Indicada  |
| 2011 | Melhores do UOL e PopTevê                     | Atriz Revelação                                 | Insensato Coração                         | Indicado  |
| 2012 | Melhores do Ano                               | Melhor Atriz Revelação                          | Insensato Coração                         | Indicada  |
| 2013 | Jornal Diário Gaúcho                          | Melhor Atriz                                    | Amor à Vida                               | Venceu    |
| 2014 | Prêmio Contigo! de TV                         | Melhor Atriz Coadjuvante                        | Amor à Vida                               | Indicada  |
| 2014 | Prêmio Contigo! de TV                         | Melhor Atriz de Novela                          | Meu Pedacinho de Chão                     | Indicada  |
| 2014 | Meus Prêmios Nick                             | Atriz Favorita                                  | Meu Pedacinho de Chão                     | Indicada  |
| 2014 | Meus Prêmios Nick                             | Personagem de TV Favorito                       | Meu Pedacinho de Chão                     | Indicada  |
| 2014 | Prêmio F5                                     | Atriz do Ano (novela)                           | Meu Pedacinho de Chão                     | Indicada  |
| 2014 | Melhores do Ano                               | Melhor Atriz de Novela                          | Meu Pedacinho de Chão                     | Indicada  |
| 2014 | Melhores do Ano Minha Novela                  | Melhor Casal (com Irandhir Santos)              | Meu Pedacinho de Chão                     | Indicada  |
| 2015 | Melhores do Ano                               | Melhor Atriz Coadjuvante                        | A Regra do Jogo                           | Indicada  |
| 2016 | Troféu Viver SC                               | Artista                                         | Homenagem                                 | Venceu    |
| 2018 | Prêmio Platino                                | Melhor Atriz                                    | O Filme da Minha Vida                     | Indicada  |
| 2018 | Festival Sesc Melhores Filmes                 | Melhor Atriz                                    | O Filme da Minha Vida                     | Indicada  |
| 2018 | Prêmio F5                                     | Mulher Mais Sexy                                | Bruna Linzmeyer                           | Indicada  |
| 2019 | Prêmio Orgulho: Rio Gay Life                  | Atuação                                         | O Sétimo Guardião                         | Indicada  |
| 2019 | Festival do Rio                               | Prêmio Suzy Capó de Personalidade Félix do Ano  | Representatividade LGBTQAI+               | Venceu    |
| 2020 | Prêmio F5                                     | Casal do Ano                                    | Bruna e Marta Supernova                   | Indicada  |
| 2021 | Festival Sesc Melhores Filmes                 | Melhor Atriz Nacional                           | Alice & Só                                | Indicada  |
| 2021 | MTV Millennial Awards                         | Orgulho do Vale                                 | Representatividade LGBTQAI+               | Indicada  |
| 2022 | Festival Sundance de Cinema                   | Prêmio Especial do Júri para o Elenco           | Uma Paciência Selvagem Me Trouxe Até Aqui | Venceu    |
| 2022 | Festival Mix Brasil de Cultura da Diversidade | Melhor Interpretação (para o Elenco)            | Uma Paciência Selvagem Me Trouxe Até Aqui | Venceu    |
| 2022 | Prêmio Ecoa                                   | Vozes que Ecoam                                 | Representatividade LGBTQAI+               | Indicada  |
| 2022 | Prêmio Vozes Indetectáveis                    | Melhor Apoiador da Causa do HIV                 | Presença na causa do HIV                  | Indicada  |
| 2022 | Prêmio Vozes Indetectáveis                    | Melhor Vídeo Falando sobre HIV                  | Presença na causa do HIV                  | Indicada  |
| 2022 | Prêmio Notícias de TV                         | Melhor Atriz em Participação Especial           | Pantanal                                  | Indicada  |
| 2022 | Poc Awards                                    | Atriz (voto popular)                            | Pantanal                                  | Indicada  |
| 2022 | Poc Awards                                    | Atriz (voto júri)                               | Pantanal                                  | Venceu    |
| 2023 | Prêmio iBest                                  | Protagonista Influenciador                      | Pantanal                                  | Indicada  |
| 2024 | Prêmio iBest                                  | Influenciador Santa Catarina                    | Bruna Linzmeyer                           | Indicada  |
| 2024 | Prêmio iBest                                  | Protagonista Influenciador                      | Bruna Linzmeyer                           | Indicada  |
| 2025 | Mostra de Cinema de Tiradentes                | Troféu Barroco                                  | Homenagem                                 | Venceu    |